# 소피 알레한데르
소피 알레한데르(Sophie Alexander, 1978년 5월 20일 ~ )는 멕시코의 배우이다.